# Deroplia fairmairei
Deroplia fairmairei là một loài bọ cánh cứng trong họ Cerambycidae.